# Kuzco, un empereur à l'école
Kuzco : un empereur à l'école (The Emperor's New School) est une série télévisée d'animation américaine en 52 épisodes de 22 minutes créée par Mark Dindal, inspirée du long-métrage d'animation Kuzco, l'empereur mégalo et diffusée entre le 27 janvier 2006 et le 20 novembre 2008 sur Disney Channel. Elle a été rediffusée sur le réseau ABC dans la case ABC Kids.
En France, la série était diffusée depuis le 3 juin 2006 sur Disney Channel et a été diffusée partiellement sur Canal+ dans le Cartoon+ entre le 29 octobre et le 31 décembre 2009 ainsi que sur Disney Cinemagic.

## Synopsis
Cette série met en scène les mésaventures du jeune empereur Kuzco sur les bancs de la Kuzco Académie, école qui doit faire de lui un souverain compétent et respectable. Mais entre les complots d'Yzma et l'égo démesuré de Kuzco, plus facile à dire qu'à faire.

## Fiche technique
- Titre francophone : Kuzco : un empereur à l'école
- Titre original : The Emperor's New School
- Création : Mark Dindal
- Réalisation : David Knott, Howy Parkins, Tony Craig, Dieter Jansen et Bobs Gannaway
- Scénario : Kevin D. Campbell, Ed Scharlach, Evan Gore et Mark Dindal
- Création des personnages : José Luis Zelaya, Marc Cote et Robert Lacko
- Musique : Michael Tavera et Danny Jacob pour le générique
- Production : Bobs Gannaway
- Société de production : Walt Disney Television Animation
- Durée moyenne d'un épisode : 22 minutes
- Pays d'origine :  États-Unis
- Nombre de saisons : 2
- Nombre d'épisodes : 52

## Distribution

### Voix originales
- J. P. Manoux : Kuzco
- Patrick Warburton : Kronk
- Curtis Armstrong : M. Moleguaco
- Eartha Kitt : Yzma/Amzy
- Jessica DiCicco : Malina
- Fred Tatasciore (saison 1) puis John Goodman (saison 2) : Pacha
- Gabriel Iglesias : Guaca
- Bob Bergen : Bucky
- Shane Baumel : Tipo
- Rip Taylor : The Royal Record Keeper
- Rene Mujica : Ramon
- Jeff Bennett : Ipi / Topo
- Wendie Malick : Chicha
- Ben Stein : M. Purutu
- Courtney Peldon : Cuxi / Cuca / Curi
- Miley Cyrus : Yata
- Jessie Flower : Chaca
- Patti Deutsch : Matta
- Candi Milo : Coach Sweetie

### Voix françaises[1]
Studio de doublage : Dubbing Brothers
Direction de plateau : Barbara Tissier
Adaptation : Michel Mella et Michel Berdah
- Didier Gustin : Kuzco
- Jean-Claude Sachot : Pacha
- Frédérique Tirmont : Chicha
- Elisabeth Wiener : Yzma/Amzy
- Emmanuel Curtil : Kronk
- Gwenaël Sommier : Tipo (1re voix)
- Gwenvin Sommier : Tipo (2e voix)
- Camille Donda : Chaca
- Dorothée Pousséo : Malina
- Patrice Dozier : M. Moleguaco
- Isabelle Leprince : Coach Sweetie
- Gérard Surugue : Imatcha, Kavo et autres voix additionnelles
- Lydia Cherton : Yata
- Jérémy Prévost : Guaca, le grand chambellan et Urcon
- Christophe Lemoine : Ramon (episode 24)
- Martine Irzenski : Miss Ni (épisode 17), Obsessia (épisode 44)
- Valérie Siclay : Yasmine (épisode 23)
- Donald Reignoux : Guaca - voix chantée (épisode 32)
- Karine Foviau : Hilda Kline (épisode 36)
- Michel Vigné : Pyjama-Lama (épisode 37)
- Michel Mella : Gentil Joe (épisode 39)
- Emmanuel Garijo : Dirk Brock (épisode 50)

 Source et légende : version française (VF) sur RS Doublage

## Épisodes
Note : Chaque épisode est constitué (sauf exception) de deux mini-histoires indépendantes.

### Première saison (2006)
1. Ça laisse rongeur (Rabbit Face)
2. Bucky, le petit écureuil / Kuzco est malade (Squeakend At Bucky's / Kuzco Fever)
3. L'Impératrice Malina / La Chasse à la grenouille (Empress Malina / The Adventures of Red-Eyed Tree Frog Man)
4. Devoir mangé: zéro pointé ! / Kuzco, le survivant (Hungry, Hungry Llama / Only the Wrong Survive)
5. Il faut que ça brille / La bataille des robots (Cart Wash / Battle of the Bots)
6. Dans la peau d'une fille (Girls Behaving Oddly)
7. Kuzco baby-sitter / Le Plus Fort des deux (The Lost Kids / The Big Fight)
8. Le Kuz-clone (Kuzclone)
9. Kuzco journaliste / Le Chaton de l'empereur (Unfit to Print / The Emperor's New Pet)
10. Empereur Kronk (Peasant for a Day)
11. L'avenir, c'est pas de la tarte ! / Un trésor Durement Gagné (Fortune Cookie Day / Gold Fool's)
12. Le Mystère du Micchu Pachu (The Mystery of Micchu Pachu)
13. Démasquons le voleur de masque / La Vie au grand air (Oops, All Doodles / Chipmunky Business)
14. Esprit de famille (Clash of the Families)
15. Le Nouveau / Kronk fait régner l'ordre (The New Kid / Officer Kronk)
16. Kronk emménage (Kronk Moves In)
17. Jardin d'enfants / Comploteuse cherche acolytes (Kuzcogarten / Evil and Eviler)
18. La Fiancée de Kuzco (The Bride of Kuzco)
19. Les extraterrestres sont là / Un remplaçant pas commode (U.F.kuzcO. / Attack Sub)
20. L'Étrange Noël de Madame Izma / Le Bal costumé (The Yzma That Stole Kuzcoween / Monster Masquerade)
21. Yzma impératrice (Yzmopolis)

### Deuxième saison (2007-2008)
1. Malina la tricheuse / Cohabitation (The Emperor's New Tuber / Room For Improvement)
2. L'Été cool / Le Prisonnier de Kuzcoban (Cool Summer / Prisoner of Kuzcoban)
3. Qui c'est, celui-là ?! / Guakamentaire ! (Ramon's a Crowd / Guakumentary)
4. Le Singe cascadeur / Les Lamas-démons (Show Me the Monkey / Demon Llama!)
5. Malina, mal coiffée ! / Télé-Kronk (Picture This! / TV or not TV)
6. Kuzco policier / Un lamentin ça va… (Kuz-Cop / How Now Sea Cow?)
7. Festival de pannes / Malina s'émancipe (A Fair to Remember / Working Girl)
8. Malédiction du mondo bingo / Noisettes et Catastrophe (Curse of the Moon Beast / Aw, Nuts!)
9. La Mascotte / Le Kuzco-yoyo (Emperor's New School Spirit / Card Wars)
10. À la recherche de la recette perdue / Kuzco, l'empereur à l'école… À la maison (Mudka's Secret Recipe / The Emperor's New Home School)
11. Kuzco Rock (The Emperor's New School Musical)
12. Le père cadoël existe… (A Giftmas Story)
13. Mise en boîte / Vincent Van Guaka (No Man Is an Island / Vincent Van Guaka)
14. Kuzco ! Fais la passe! / Au pays de Kronk (Air Kuzco / Kronkenitza)
15. Une fête sans fin / Projet Poncho (Come Fly With Me / Project Poncho)
16. Citizen Kronk / Le Pique-nique de Pyjama-lama (Citizen Kronk / The Pajama Llama Dilemma)
17. Lâche-moi, Izma / Encore un petit effort (Yzma Be Gone / Last Ditch Effort)
18. Le Bon, la Brute et le Kronk / Chez Mudka n°13 (The Good, the Bad and the Kronk / Mudka's #13)
19. Couples mal assortis / Kuzco-Man, le super héros (Auction Action / The Astonishing Kuzco-Man)
20. Guaka empereur (Guaka Rules)
21. Reste zen / Hôtel Kuzco (Malina's Big Brake / Hôtel Kuzco)
22. Le Père prodigue / Tout le monde aime Kuzco (Father O' Mine / Everybody Loves Kuzco)
23. C'est qui le chef ? / Gentille, mais collante !!! (Puff Pièce / Take My Advice)
24. Izma à Hollywood / L'Homme qui murmurait à l'oreille des pumas (Yzbot / The Puma Whisper)
25. Kronk le magnifique / Camp Kuzco (Kronk the Magnificent / Kamp Kuzco)
26. Effaceur de Groove / Le Club de ceux qui en font trop (Groove Remover / Overachiever's Club)
27. Kuzco, un empereur à la télé! / Trop de Malinas (Emperor's New Show / Too Many Malinas)
28. Kuzco, l'intello / L'Égout et les Couleurs (Faking the Grade / Eco Kuzco)
29. Kuzco star du rock / Kuzco et Doudouzco (Kuzcokazooza / Kuzco's Little Secret)
30. Le Premier Maïs (Cornivale)
31. Kuzco, l'empereur… empereur (Graduation Groove)